# Alfred Dufwa
Alfred Wilhelm Dufwa, född den 10 juni 1867 i Stockholm, död den 2 mars 1926 i Lidingö, var en svensk ämbetsman. Han var son till Wilhelm Dufwa och far till Torsten Dufwa.
Dufwa blev 1886 student vid Uppsala universitet och 1889 vid Lunds universitet, där han avlade examen till rättegångsverken 1891. Han blev extra ordinarie tjänsteman i Kammarkollegium 1893, amanuens där 1896, tillförordnad notarie samma år, ordinarie notarie 1899, tillförordnad advokatfiskal 1905, ordinarie advokatfiskal 1909 och kammarråd 1910. Dufwa var sakkunnig i Grisbådafrågan 1908–1909, ledamot av jordregisterkommissionen 1913 och ortnamnskommittén 1914–1926 samt arkivsakkunnig 1910–1911 och 1917–1919. Han var ordförande i kommissionen för ordnande av bostads- och fiskerättsförhållandena i Ulvöhamns fiskeläge 1921–1923 och avgav Utredning rörande fiskerättsförhållandena vid rikets kuster 1924. Dufwa blev riddare av Nordstjärneorden 1912. Han vilar på Lidingö kyrkogård.